# Nagyszakácsi
Nagyszakácsi é um município da Hungria, situado no condado de Somogy. Tem 21,37 km² de área e sua população em 2019 foi estimada em 425 habitantes.